# 賓陽駅
賓陽駅は、 中華人民共和国 広西チワン族自治区 南寧市 賓陽県 黎塘鎮にあり 、南広線 、 柳南都市間鉄道の駅で、2015年3月6日に開業し、南寧鉄路局の管轄である。 

## 歴史
- 2015年3月6日に開業した。

開業前、この駅はかつて黎塘西駅と呼ばれていた。 開業の前夜、賓陽駅と改名された。 

## 隣の駅
中国国鉄
南広線
南寧東駅 - 賓陽駅 - 貴港駅

来賓北駅 - 賓陽駅 - 五塘駅

## 参考資料
1. ↑  宾阳火车站介绍